# Баїя-де-Бандерас
Баї́я де Бандерас (ісп. Bahía de Banderas) — муніципалітет у Мексиці, штат Наярит, з адміністративним центром у селищі Вальє-де-Бандерас. Чисельність населення, за даними перепису 2010 року, склала 124 205 осіб.

## Загальні відомості
Назва Bahía de Banderas, з іспанської — «Затока Прапорів», муніципалітет запозичив у однойменної затоки, яку так назвав Ернан Кортес, коли його вітали індіанці прапорами з різнокольорового пір'я.
Площа муніципалітету дорівнює 771 км2, що становить 2,75 % від території штату. На півночі він межує з іншим муніципалітетом Наяриту — Компостелою, на південно-сході — з іншим штатом Мексики — Халіско, а на заході омивається водами Тихого океану.

## Заснування і склад
Муніципалітет утворено 1989 року. До складу муніципалітету входить 236 населених пунктів, найбільші з яких:

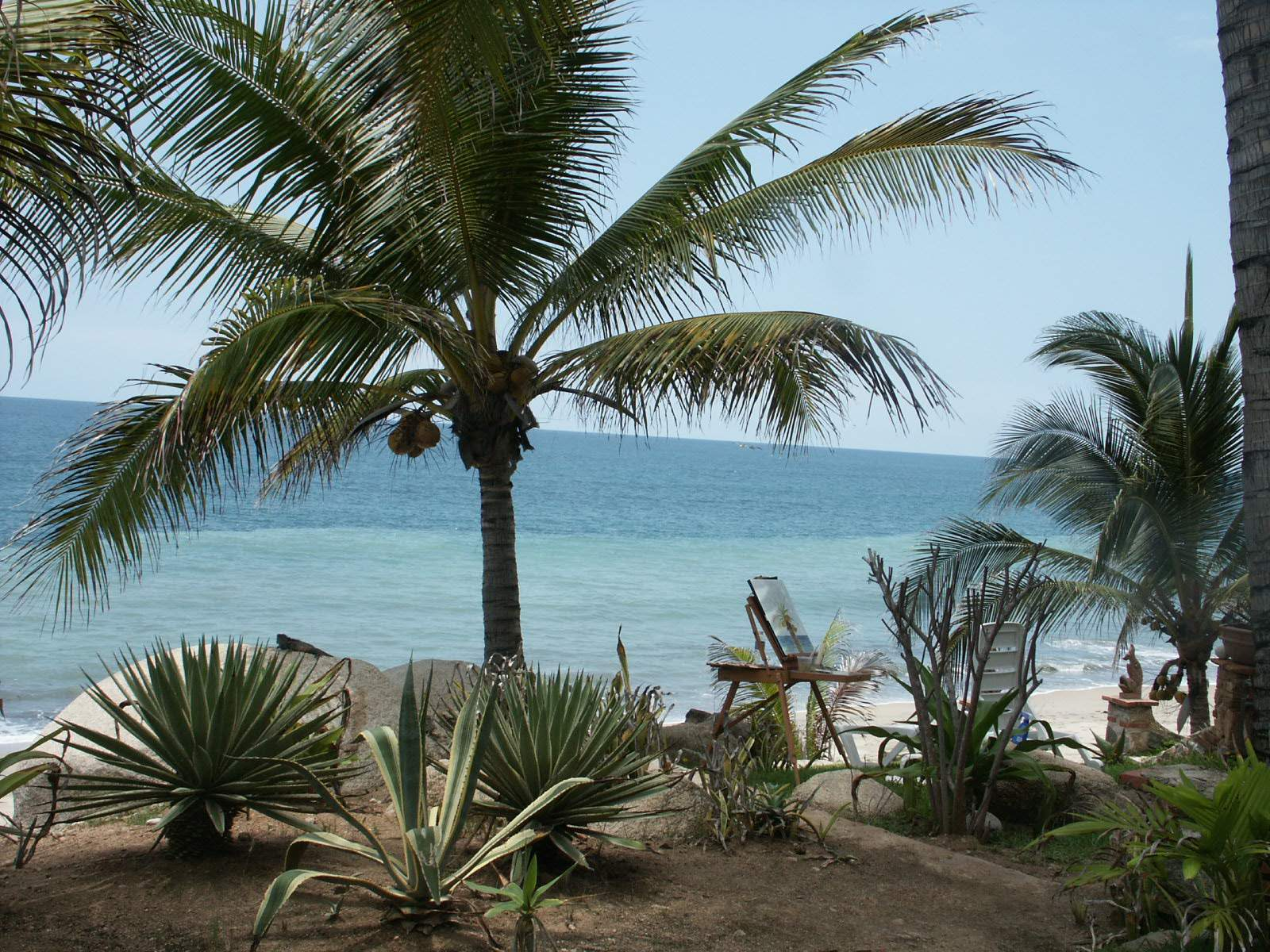
Один з пляжів Баїя-де-Бандерасу

| Код INEGI | Населений пункт                                                            | Чисельність населення (2005 рік) | Чисельність населення (2010 рік) |
| 020       | Всього                                                                     | 83 739                           | 124 205                          |
| 0083      | Сан-Хосе-дель-Вальє (ісп. San José del Valle)                              | 7 160                            | 22 541                           |
| 0053      | Мескалес (ісп. Mezcales)                                                   | 3 814                            | 20 092                           |
| 0088      | Сан-Вісенте (ісп. San Vicente)                                             | 7 849                            | 14 324                           |
| 0013      | Бусеріас (ісп. Bucerías)                                                   | 11 059                           | 13 098                           |
| 0084      | Сан-Хуан-де-Абахо (ісп. San Juan de Abajo)                                 | 9 161                            | 10 442                           |
| 0001      | Вальє-де-Бандерас (ісп. Valle de Banderas) (адміністративний центр)        | 6 738                            | 7 666                            |
| 0043      | Лас-Харретадерас (ісп. Las Jarretaderas)                                   | 5 589                            | 6 262                            |
| 0069      | Ель-Порвенір (ісп. El Porvenir)                                            | 4 271                            | 6 046                            |
| 0027      | Крус-де-Уанакастле (ісп. Cruz de Huanacaxtle)                              | 2 589                            | 3 171                            |
| 0106      | Корраль-дель-Ріско (Пунта-де-Міта) (ісп. Corral del Risco (Punta de Mita)) | 2 032                            | 2 304                            |